# Puertomingalvo
Puertomingalvo (en xurro, El Puerto Mingalbo; en castellà i oficialment, Puertomingalvo), abreujat des de l'Edat Mitjana com El Puerto, és una vila situada al nord-est de la comarca de Gúdar-Javalambre, a la província de Terol, que limita amb la província de Castelló. Puertomingalvo és una localitat enclavada en ple Parc Cultural del Maestrat, envoltada per un entorn natural propi de la Serra del Maestrat i de la Serra de Las Sampolas. La vila ha estat declarada Bé d'Interès Cultural.
Limita amb les poblacions de Mosqueruela (Terol), Linares de Mora (Terol), Vilafermosa (Castelló) i Vistabella del Maestrat (Castelló).

## Història
Els ibers i els hispanoromans foren les primeres colònies que deixaren la seva empremta documental a la geografia de Puertomingalvo. Les fonts històriques -escassament ateses- que aquests grups humans llegaven a la posteritat emplacen les seves restes en uns llocs estratègics, Los Castillejos o ruinas del Mas Royo i El Montañés. El jaciment dels Castillejos delata la presència d'un poblat iber, que ocupà la zona fa uns dos mil dos-cents anys, del qual se'n conserven les restes de tres torres, una fosa, murs d'algun habitatge, certs trams emmurallats i petits fragments de ceràmica.
Els assentaments ibèrics foren absorbits, amb major o menor celeritat, per la progressiva romanització de l'àmplia comarca de l'Ebre; fruit de la presència romana en la zona és la necròpolis del Montañés, una petita partida propera a l'actual emplaçament del nucli urbà, que testifica la presència d'un grup preocupat per la dimensió religiosa: el 1970 es recuperaren quatre esteles funeràries amb inscripcions llatines la data de la qual se situa entre els segles ii i iii. Actualment les làpides estan custodiades a Terol.
Major importància i significació històrica deixaria en aquest territori la presència d'una tercera força humana, la dels musulmans; en sentit estricte la història de Puertomingalvo s'inicia, textualment, amb la dominació, convivència més o menys pacífica i ulterior expulsió d'aquest poble.
Alguns aragonesistes sostenen que el castro d'Abingalbon fou conquerit per Alfons II als almohades el 1181, al mateix temps que Linares de Mora i Mosquerola, i entregat a la custòdia dels templaris. El suposat senyoriu exercit per l'Orde del Temple al castro de Puertomingalvo fou efímer perquè el 1202 el bisbe i el capítol de Saragossa rebien la carta de donació de mans de Pere II.
El 30 d'abril de 1202 pot considerar-se l'acta fundacional de Puertomingalvo. Raimundo de Castrocol, bisbe de Saragossa, rebia del rei Pere II d'Aragó els castells de Puertomingalvo i Linares per a poblar-los. En la còpia de l'acta de donació, conservada a l'Arxiu diocesà de Saragossa, es fixen els termes arrabassats als sarracens i la reserva reial d'una porció de terra d'ambdós castells:
Siga conegut per tots, que jo Pere, per la gràcia de Déu rei d'Aragó, comte de Barcelona, en el meu nom i en el de tots els meus successors, amb el present document, de forma inviolable i duradora a perpetuïat, et conceïsc, i dòne, a tú, Raimundo, bisbe de Saragossa, i a tot el capítol de la mateixa seu, per al present i futur, i a tots els teus successors, en les fronteres dels sarraïns el castell de Linares i el castell de Avingalbon, als quals els dos castells done i assigne els termes del següent mode:
Que aquells pobleu, construïu i edifiqueu per a defensa del meu regne, increment de la cristiandat i confusió dels sarraïns i perquè els tingau, retingau i posseïu perpètuament per al meu servei i fidelitat i dels meus; retinc, tot i això, per a mi i els meus en cadascun dels castells per a propi domini, i per al mateix cop d'un sol any, deu jovades de terra en el millor lloc i terme que se puga elegir.
No s'han trobat documents, testimonis ni empremtes d'aquesta prèvia entrega als templers. Tot i això, no sembla improbable que el mateix monarca ja hagués donat el casell d'Alcalà de la Selva al monestir de Santa Maria de la Selva Major en 1174; deu anys més tard, els seus monjos atorgaren el fur de la població respectant la carta del monarca aragonès. Una coetània activitat colonitzadora (en 1183) propicià que la mitra de Saragossa estengués la carta pobla a la Penya d'Aznar Lagaya, un extens territori que comprenia els termes de Massalió, Torre del Comte, La Portellada, Vall-de-roures, Fondespatla i Beseit.
Villarluengo seria una de les últimes conquestes d'Alfons II a l'extremadura de Terol: el 1194 el lloc, establerts els seus límits, fou donat a l'Orde del Sant Redemptor; tres anys després, el Temple concedí el lloc a alguns veïns perquè el poblessin seguint el fur de Saragossa.
La intensa acció reconquistadora presa pel rei Alfons es veuria completada amb el seu successor Pere II, conegut com el Catòlic. Als dos reis els cap la responsabilitat d'haver aconseguit fixar "un cinturó de seguretat" en les terres de frontera amb els sarraïns, que permetria garantir la defensa de les mateixes i possibilitar les expedicions fins a terres de Llevant.
El Catòlic fixà, com s'ha vist, els termes dels castells de Linares de Mora i Puertomingalvo perquè foren poblats; els límits de la carta de donació s'estenen fins Fortanete, ocupant part de Valdelinares, Gúdar i, segurament, Castelbispal.
Amb anterioritat ja s'havien annexionat a la corona aragonesa altres enclavaments estratègics d'aquesta comarca: el lloc i castell del Bos (ruïnes en el terme de Vistabella del Maestrat), el 1203: el castell del Mallo (a prop del Santuari Virgen de la Estrella, a Mosquerola), el 1204, i la vila Sollavientos (Allepús) el 1205
El 1261, sota la intensa activitat presa pel monarca Jaume I, i la consolidació definitiva del Regne de València, el bisbe Arnold Peralta atorgà a Puertomingalvo la seva carta pobla, on concedia, per als juís, els Furs de Terol.

## Monuments

### Monuments religiosos
- Església de la Purificació i Sant Blai: Aquest monumental temple d'estil barroc, de maçoneria i canteria, fou adossat a una torre-fortalesa medieval, reconvertida posteriorment en Campanar. El Llibre d'Actes del Consell indica que les obres s'iniciaren el 1721 i també que, el 1734, amb motiu d'una inspecció de la Fàbrica de l'Església, aquesta ja presentava un estat de construcció molt avançat; el temple parroquial fou acabat durant el segon quart del segle xviii.

Dins es contempla una edificació de tres naus: la central, coberta amb volta de mig canyó, i les dues laterals, que contenen en la capçalera un estuc d'una custòdia adorada pels àngels. Els murs i les superfícies interiors dels seus arcs mantenen, bastant deteriorades, pintures del xviii.
El Sagrari, ubicat en una de les naus laterals, ha estat recentment restaurada. La resta ornamental de la construcció fou pràcticament destruïda durant la Guerra Civil, en la qual sols queden alguns elements del cor i l'òrgan, el púlpit, tres sillons, unes columnes de tipus salomònic i quasi tots els taulells del baptisteri, en els quals es pot apreciar el passatge evangèlic del baptisme de Jesús.
El retaule major, també perjudicat per la Guerra Civil, fou novament encarregat a l'escultor valencià Joan Villalba; d'estil neo-barroc, fou executat durant la dècada dels anys 50.
Una altra de les pèrdues iconogràfiques més lamentades per l'església parroquial fou la compra, i posterior trasllat al Fons del Museu Nacional d'Art de Catalunya (1950), del Retaule de Santa Bàrbara, una de les obres més maques del gòtic internacional valencià, treball realitzat entre 1415 i 1425 pel pintor Gonçal Peris, deixeble de Pere Nicolau, amb qui treballà a València des de 1400. Es pot contemplar una còpia reproduïda d'aquest retaule al costat de la Sagristia Vella de l'Església, avui rehabilitada com a capella.
A la planta superior de la torre, un cos octogonal carreuat, finalitzada el 1739, s'instal·là el campanar.

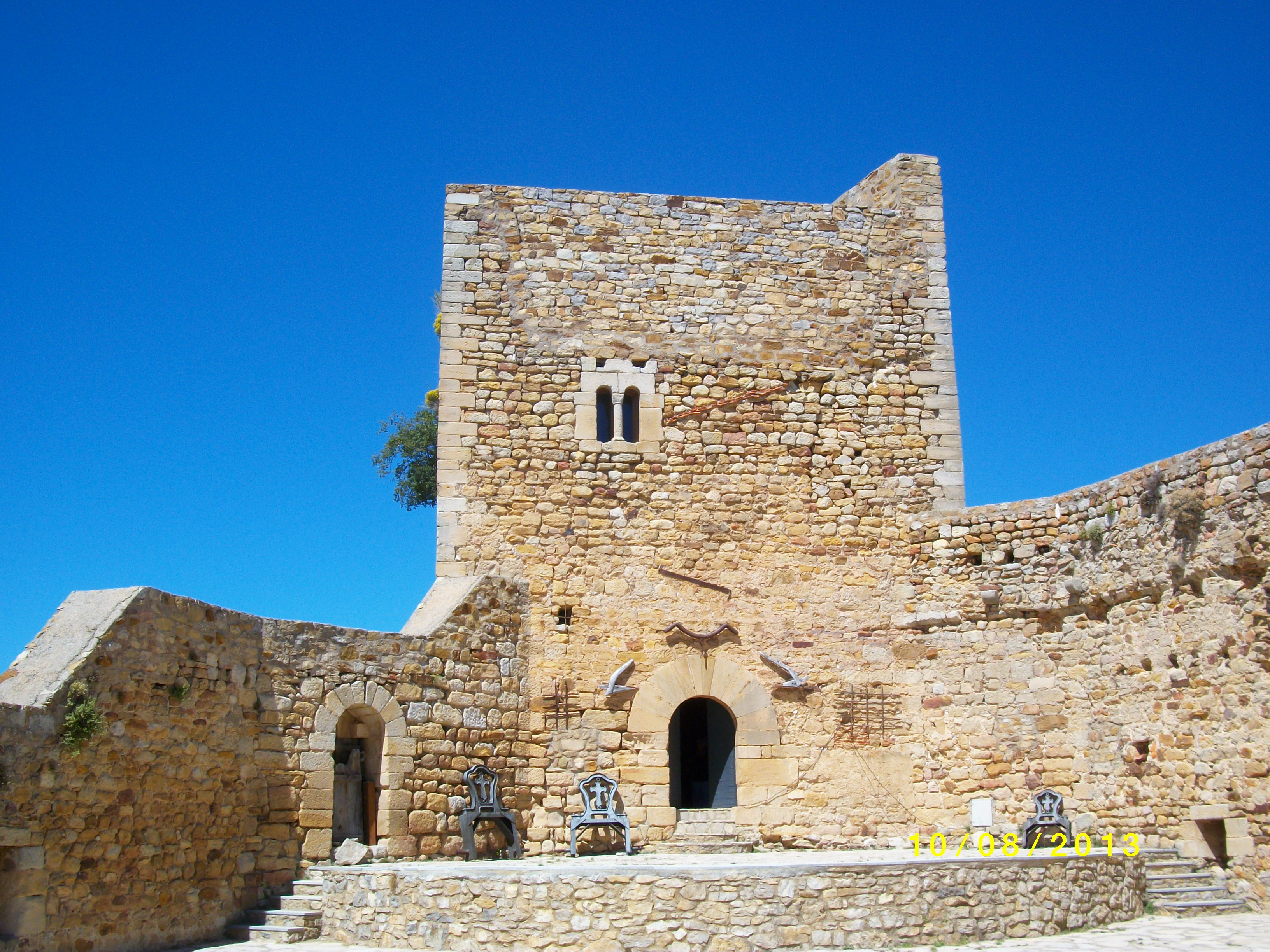
Castell de Puertomingalvo

- Ermita de Sant Bernabé
- Ermita de Santa Bàrbara

### Monuments civils
- Ajuntament de Puertomingalvo: construïda entre els segles xiv i xv, presenta una bella façana realitzada en caderíes de pedra en la qual destaquen els seus accessos en forma d'arc de mig punt, així com els seus formosos vans geminats de la planta superior. Tot rematat per una meravellosa ala de fusta treballada.
- Castell de Puertomingalvo: es tenen notícies d'ell el 1202 amb el nom àrab d'Avingalbon. Pere II el donà al bisbe de Saragossa, per després entrar en un llarg període d'abandonament. És una de les fortificacions més ben conservades de tota l'àrea del Maestrat, i es configura com un esplèndid mirador panoràmic de la zona.
- Casa Lloveros i Casa Alta: les dues pertanyen al gòtic llevantí.
- Antic hospital de Santa Maria de Gràcia: obra del segle xv amb una bella història enrere.
- Portalada el Portal Alto
- Portalada El Portalico

## Entorn geogràfic
A pocs quilòmetres ens trobem amb les localitats de Linares de Mora i Mosqueruela, bells municipis on és més que recomanable un recorregut pèl seu nucli urbà, descobrint veritables joies del patrimoni etnogràfic de la comarca.
La Serra de Gúdar ofereix moltes possibilitats per al turisme, es pot visitar llocs com els Pinars del Moro, l'Alt de Gúdar o els Canyos de Gúdar; practicar diversos esports com escalada, senderisme o esquí alpí, en les pistes de l'estació d'esquí; o conèixer pobles com Valdelinares o Alcalà de la Selva.
Dirigint-nos cap al sud, la capital de la comarca, Mora de Rubielos ens dona la benvinguda convidant-nos a conèixer el seu meravellós nucli urbà amb elements tan significatius com l'antiga Col·legiata de Santa Maria i el castell i muralla.

## Turisme
Puertomingalvo compta amb una àmplia oferta d'allotjament, oferint la possibilitat d'utilitzar del seu hotel, el seu càmping o els habitatges de turisme rural. Tot açò es completa amb un xicotet Centre d'Interpretació dedicat als "Castillos", ubicat en la planta baixa de la Casa Consistorial.

## Llocs d'interès
- Vila de Puertomingalvo. Declarada Bé d'Interès Cultural.
- Casa forta de Puertomingalvo. Es tracta d'una torre del segle xiv amb remat emmerletat a la que s'han adossat un conjunt d'habitatges complint la funció de mas.
- Castell de Puertomingalvo. Situat en un extrem de la població, aquest castell del segle xiii d'origen musulmà ha estat rehabilitat conservant la torre d'entrada, la de l'homenatge i el pati d'armes.
- Serra de Mayabona.

## Administració
| Període     | Alcalde o alcaldessa | Partit polític | Data de possessió | Observacions |
| ----------- | -------------------- | -------------- | ----------------- | ------------ |
| 1979–1983   |                      |                | 19/04/1979        | --           |
| 1983–1987   |                      |                | 28/05/1983        | --           |
| 1987–1991   |                      |                | 30/06/1987        | --           |
| 1991–1995   |                      |                | 15/06/1991        | --           |
| 1995–1999   |                      |                | 17/06/1995        | --           |
| 1999–2003   |                      |                | 03/07/1999        | --           |
| 2003–2007   | Manuel Zafón Julián  | PSOE           | 14/06/2003        | --           |
| 2007–2011   | Manuel Zafón Julián  | PSOE           | 16/06/2007        | --           |
| 2011–2015   | Manuel Zafón Julián  | PSOE           | 11/06/2011        | --           |
| 2015–2019   | n/d                  | n/d            | 13/06/2015        | --           |
| 2019-2023   | n/d                  | n/d            | 15/06/2019        | --           |
| Des de 2023 | n/d                  | n/d            | 17/06/2023        | --           |

## Demografia
| 1996 | 1998 | 1999 | 2000 | 2001 | 2002 | 2003 | 2004 | 2005 | 2006 | 2007 | 2008 | 2010 | 2011 | 2012 | 2014 |  |
| ---- | ---- | ---- | ---- | ---- | ---- | ---- | ---- | ---- | ---- | ---- | ---- | ---- | ---- | ---- | ---- |  |
| 136  | 139  | 148  | 140  | 146  | 163  | 165  | 182  | 190  | 229  | 252  | 259  | 209  | 157  | 144  | 117  |  |

## Gastronomia
- Conserva: embotits.
- Creïlles a piló.
- Sopes d'all: les sopes d'all són un tipus de sopa que conté fonamentalment aigua o caldo, pa que sol ser pa dur que ha sobrat dels dies anteriors, pimentó, una fulla de llorer, all i grasses. Es tracta d'una sopa d'origen humil, però com tot plat popular, està sotmès a múltiples variants, segons l'economia de la família i els gustos dels cuiners. Però a Puertomingalvo, els ingredients més normals són: l'ou, xoriço, pernil, etc.

## Festes
- Sant Antoni. Dissabte més pròxim al 17 de gener, amb benedicció dels animals, fogueres, entrega de la Caritat, i sopar amb carn a la brasa. El diumenge, després de la Missa i processó, tradicional tranza o subhasta pública dels presents donats als Clavaris.
- La Candelera i Sant Blai: 2 i 3 de febrer.
- Verge dels Dolors: divendres anterior al Diumenge de Rams, se li dedica un Septenari en el qual es canten anigues, melodies en llatí.
- Pregària a Sant Joan de Penyagolosa. Primer dissabte de maig s'efectua la popular rogativa, a peu, al Santuari de Sant Joan de Penyagolosa al terme municipal de Vistabella del Maestrat. Després de la missa i el menjar, es torna al Port conservant els mateixos ritus i tradicions del segle xvii. En el Mas de Gómez s'ofereix la Caritat als romers, un parell d'ous cuits i un traguet de beguda dolça.
- Sant Bernabé. 11 de juny, amb processó, romeria, mollete, missa en la mateixa ermita, menjar de germanor, jocs, ball i tradicionals vaques.
- L'Assumpció. Del 9 d'agost al 15 d'agost. Principal festa del poble.
- Verge del Pilar. 12 d'octubre. Se celebra a tots els pobles de l'Aragó i a Puertomingalvo celebren a la Patrona tot tipus d'activitats.